# Союз 8
„Союз-8“ е пилотиран космически кораб. Извършва полет на околоземна орбита от 13 до 18 октомври 1969 г. с екипаж.

## Екипажи

### Основен екипаж
- Владимир Шаталов (2)
- Алексей Елисеев (2)

### Дублиращ екипаж
- Андриян Николаев
- Виталий Севастянов

## Описание на полета
- Място на старта: Байконур, площадка 31.
- Групов полет на два и три кораба (заедно със Союз 6 и Союз 7). За първи път в космоса се оказват едновременно три космически апарата и седем космонавта.
- Скачване със Союз 7 – неизпълнено поради отказ на автоматичната система за скачване.
- Изминато разстояние: 3 317 000 000 км
- Брой обиколки около Земята: 80
- Място на кацане: 145 км северно от Караганда в 9ч.09 м.58с. на 18.10.1969
- Продължителност на полета – 4 денонощия, 22 часа, 50 минути, 49 секунди.